# La grande mare
 La Grande Mare è un film del 1930 diretto da Hobart Henley. È la versione francese di The Big Pond, film della Paramount: in questa versione, furono aggiunti dialoghi addizionali francesi e il cast, in parte, si presenta differente (i protagonisti, in ambedue i film, sono sempre i francesi Maurice Chevalier e Claudette Colbert, mentre alcuni dei comprimari furono cambiati).
Il soggetto è tratto dalla commedia musicale The Big Pond di George Middleton e A.E. Thomas.

## Trama
Pierre Mirande, nato in una povera famiglia francese, lavora come guida turistica a Venezia. Nella città lagunare, conosce e s'innamora - ricambiato - di una turista, Barbara Billings, la figlia di un ricco finanziere americano. Ma Billings e Ronnie, un corteggiatore di Barbara, credono che Pierre sia solo un cacciatore di dote. La moglie di Billings convince il marito a dare al giovane un lavoro in una delle sue fabbriche di gomma da masticare negli Stati Uniti.
Benché il lavoro di Pierre si riveli molto duro, il giovane non perde il suo buon umore e rallegra con le sue canzoni la cameriera e la padrona della pensione dove vive. Per sfortuna, la sera in cui dovrebbe recarsi a un party di Barbara, Pierre si addormenta. Viene poi ingiustamente accusato di aver versato del rhum su alcuni campioni di gomma da masticare. Licenziato, riesce a farsi riassumere e lancia sul mercato un nuovo prodotto: del liquore avvolto nel chewing-gum.
Barbara disapprova l'idea di Pierre e progetta di sposarsi con Ronnie. Ma Pierre la rapisce con un motoscafo.

## Produzione
Il film fu prodotto dalla Paramount Publix Corporation. Fu girato, contemporaneamente alla versione USA The Big Pond (in italiano La conquista dell'America), negli studi Astoria della Paramount a New York.

## Distribuzione
Distribuito dalla Paramount Pictures,  il film fu presentato in prima mondiale a New Orleans il 9 giugno 1930. A New York fu proiettato il 16 agosto, uscendo nelle sale in versione originale francese (il film in inglese era stato distribuito il 3 maggio 1930).